# Galactic Cowboys
Galactic Cowboys es una banda de heavy metal proveniente de Houston, Texas. Combinaron el metal progresivo con un estilo vocal similar al de The Beatles, incluyendo una base rítmica comparable con la de la banda de thrash metal Anthrax. Han sido descritos como "posiblemente la banda de metal cristiano más melódica que existe." Mientras que los músicos de la agrupación son cristianos, ellos nunca consideraron a los Galactic Cowboys como una banda cristiana.
La agrupación ha salido de gira con algunas de las bandas más representativas del género, como Anthrax, Dream Theater, King's X y Overkill.

## Historia
Galactic Cowboys se formó en 1989 en Houston por el bajista Monty Colvin y el baterista Alan Doss provenientes de la banda The Awful Truth. Cuando The Awful Truth se separó, Colvin y Doss reclutaron al cantante Ben Huggins y al guitarrista Dane Sonnier para formar los Galactic Cowboys.
En 1990, la banda firmó contrato con Geffen Records y lanzó su álbum debut en 1991, llamado Galactic Cowboys. A pesar de algunas críticas favorables, la banda fue ignorada por la disquera debido al suceso desenfrenado del disco Nevermind de Nirvana, que fue lanzado por las mismas fechas. Después de las pobres ventas y las escasas giras, regresaron al estudio para grabar Space In Your Face en 1993. Dicho disco significó el reconocimiento mundial para la agrupación. Los sencillos "If I Were A Killer" y "I Do What I Do" lograron buena difusión en el canal MTV.
La banda apareció en la película de 1994 Airheads, bajo el nombre de "Sons of Thunder". Después de un breve descanso, la agrupación firmó un contrato con Metal Blade. Lanzaron su tercer trabajo, Machine Fish, y un EP titulado Feel the Rage en 1996. El álbum The Horse That Bud Bought lanzado en 1997, significó el abandono del sonido metal para pasar a tocar un hard rock más lento.
En 1998 grabaron At the End of the Day. Su último álbum, Let It Go, fue lanzado en el 2000. El baterista de King's X Jerry Gaskill, se encargó de la percusión en dicho disco.

## Músicos
- Monty Colvin - Bajo (1991–2000)
- Alan Doss - Batería (1991–1998)
- Wally Farkas - Guitarra, voz, teclados (1995–2000)
- Ben Huggins - Voz, guitarra (1991–2000)
- Dane Sonnier - Guitarra, voz (1991–1995)

## Discografía
- Galactic Cowboys - 1991
- Space in Your Face - 1993
- Machine Fish - 1996
- Feel the Rage - 1996
- The Horse That Bud Bought - 1997
- At the End of the Day - 1998
- Let It Go - 2000

## Vídeos Musicales
- "Evil Twin"
- "Fear Not"
- "Feel the Rage"
- "I'm Not Amused"
- "If I Were a Killer"
- "Nothing to Say"